# بهترین آهنگ‌ها: حق مخصوص من (ویدئو)
بهترین آهنگ‌ها: حق مخصوص من (به انگلیسی: Greatest Hits: My Prerogative) مجموعه ویدئو خانگی از خواننده آمریکایی بریتنی اسپیرز است که در ۹ نوامبر ۲۰۰۴ توسط جایو رکوردز منتشر شد. این ویدئو مجموعه ای از موزیک ویدئوهای بریتنی از سال ۱۹۹۸ تا ۲۰۰۳ است. این مجموعه در بین بهترین ویدئوهای کشور استرالیا قرار گرفت و مقام نهم را در بیلبورد بدست آورد. این آلبوم دو مقام پلاتینیوم در کشورهای آمریکا، استرالیا و آرژانتین را از شرکت آر آی ای ای بدست آورد.